# Jestice
Jestice é um município da Eslováquia, situado no distrito de Rimavská Sobota, na região de Banská Bystrica. Tem 7,55 km² de área e sua população em 2018 foi estimada em 150 habitantes.

## Demografia
| Ano:        | 1994 | 2004    | 2014    | 2024   |
| ----------- | ---- | ------- | ------- | ------ |
| Broj ljudi: | 199  | 174     | 155     | 151    |
| Razlika:    |      | -12,56% | -10,91% | -2,58% |

| Ano:               | 2023 | 2024   |
| ------------------ | ---- | ------ |
| Número de pessoas: | 155  | 151    |
| Diferença:         |      | -2,58% |